# Robert H. Wentorf Jr.
Robert Henry Wentorf Jr. (28 tháng 5 năm 1926 – 3 tháng 4 năm 1997) là một nhà khoa học công tác tại Phòng thí nghiệm nghiên cứu và phát triển của General Electric tại Schenectady, New York và là giáo sư môn Kỹ thuật hóa học tại Viện Đại học Bách khoa Rensselaer.
Ông là kỹ sư hóa học, nhà hóa lí học chuyên về tổng hợp kim cuơng nhân tạo và một số vật liệu siêu cứng trong điều kiện nhiệt độ cao và áp suất cao. Ông được biết đến là người phát minh ra bor nitride cấu trúc lập phương (c-BN, tên thương mại là Borazon), vật liệu có độ cứng đứng thứ hai sau kim cương và được dùng thay thế cho kim cương trong một số ngành công nghiệp liên quan tới mài hoặc cắt.
Ông cũng tham gia các dự án tổng hợp kim cương nhân tạo, đóng góp thêm kiến thức hóa học về các phản ứng hình thành kim cương nhân tạo, thiết kế dụng cụ cần thiết và tiến tới sản xuất kim cương nhân tạo. Ông cũng phát minh ra quy trình nuôi tinh thể kim cương kích thước lớn trong điều kiện gradient nhiệt.

## Giải thưởng
- Giải Ipatieff - Hội Hóa học Hoa Kỳ (1965);
- Giải Thành tựu Kỹ thuật vật liệu - Hội Kim loại Hoa Kỳ (1973);
- Giải thưởng Nhà phát minh xuất sắc nhất - Hội Luật Bằng sáng chế Đông New York cùng với Bill Rocco (1975);
- Giải thưởng quốc tế cho Vật liệu mới - Hội Vật lí Hoa Kỳ cùng với đồng nghiệp, Francis P. Bundy, Tracy Hall và Herbert M. Strong thuộc nhóm Áp suất cao (1977);
- Giải Thành tựu - Viện nghiên cứu đổi mới (1977);
- Ba giải I-R 100s
- Giải Người đàn ông của năm - Hội Kỹ thuật mài mòn (1986)

## Trích dẫn
Trong phần mô tả nghiên cứu khoa học của mình, ông thường trích dẫn câu nói sau:
When one is on new ground, the only way to discover the ground rules is to try many things.  Of course, one is guided by basic principles, but the main idea is to make mistakes as fast as possible, and never to repeat a mistake.

Tạm dịch: Để tìm hiểu các quy tắc khi bước chân vào lĩnh vực mới, việc duy nhất có thể làm đó là thử thật nhiều. Đương nhiên là người ấy sẽ phải dựa vào các nguyên lý cơ bản, nhưng tư tưởng chính cần có đó là phạm sai lầm thật nhanh, thật nhiều và lưu ý không bao giờ được lặp lại một sai lầm từng phạm.